# 8301-es mellékút (Magyarország)
A 8301-es számú mellékút egy bő 37 kilométer hosszú, négy számjegyű mellékút Veszprém vármegyében; Zirc és Pápa térségét kapcsolja össze egymással.

## Nyomvonala

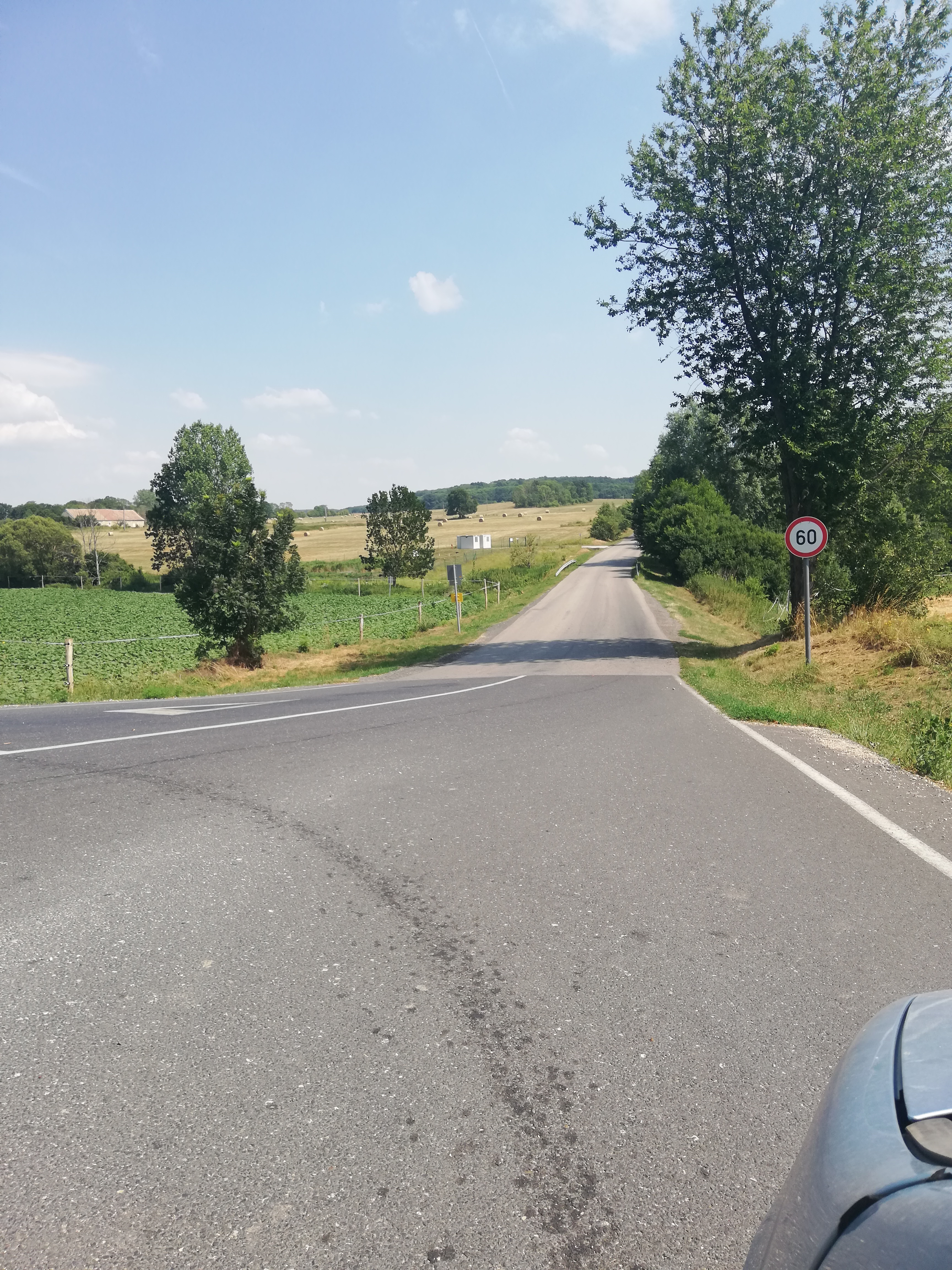
A Lókútra vezető mellékút a 8301-es útról nézve

Zirc belterületének déli részén ágazik ki a 82-es főútból, annak a 19+900-as kilométerszelvénye közelében, nyugat felé. A város lakott területének széléig – amit majdnem pontosan egy kilométer után ér el – Bakonybéli út a települési neve, annak ellenére is, hogy mintegy 700 méter után délebbnek fordul, és úgy folytatódik külterületi részek közé érve is. A negyedik kilométerét elhagyva ismét nyugatnak fordul, így halad el Szarvaskút külterületi városrész, majd 5,6 kilométer után a Zirchez tartozó Akli falu déli széle mellett is. A 6+250-es kilométerszelvénye táján kiágazik belőle dél-délkeleti irányban a 83 103-as számú mellékút, Lókút felé, 7,5 kilométer után pedig teljesen elhagyja Zircet.
Pénzesgyőr területén folytatódik, a község lakott részeit kevéssel a 9. kilométere előtt éri el. Fő utca néven húzódik végig Pénzeskút településrész központján, nyugati irányban, közben, a 9+400-as kilométerszelvénye táján beletorkollik a 83 111-es számú mellékút – ez Márkótól (a 8-as főúttól) Hárskúton és Pénzesgyőr Kőrisgyőr településrészén keresztül húzódik idáig, több szakaszán szilárd burkolat nélküli útként. A 9+750-es kilométerszelvénye táján északabbnak fordul, onnantól a Béke utca nevet viseli, amíg – nagyjából 10,4 kilométer után – ki nem lép a belterületről.
11,2 kilométer után éri el a következő település, Bakonybél határát, ott hamarosan újból nyugatabbi irányt vesz. 13,3 kilométer után éri el Somhegypuszta településrészt (amely a Bakony harmadik legmagasabb csúcsáról, a Som-hegyről kapta a nevét), majd kevéssel a 15. kilométere után eléri a község belterületét, ahol többször is irányt vált. Ott előbb Jókai Mór utca, majd Köveshegy utca a települési neve, a központban a Fő utca nevet viseli, onnan tovább pedig Pápai út néven húzódik a lakott terület északi széléig, amit a 18. kilométere táján ér el, már inkább északi irányba haladva.
19,4 kilométer után, a Gerence-patak völgyében húzódva elhalad Bakonybél, Ugod és Bakonyszücs hármashatára mellett, innen tovább egy jó darabig a két utóbbi település határvonalát kíséri. A 25. kilométere után éri el az Ugodhoz tartozó Huszárokelőpuszta külterületi településrészt, elhalad annak házai között, 25,5 kilométer megtétele után pedig átlép Bakonykoppány területére.
Nagyjából 27 kilométer teljesítése után éri el az út Bakonykoppány lakott területét, ahol a Petőfi utca nevet viselve húzódik végig. Közben, a falu központjában – a 27+400-as kilométerszelvénye táján – kiágazik belőle észak felé a 83 117-es számú mellékút, amely a zsáktelepülésnek számító Bakonyszücs központjába vezet. Bakonykoppány lakott területén visszatér a nyugati irányhoz, 29,2 kilométer után visszatér Ugod határai közé, ahol – kevéssel a 32. kilométere előtt – elhalad Franciavágás külterületi településrész déli széle mellett és kiágazik belőle északi irányban a 83 306-os számú mellékút, a Környe–Pápa-vasútvonal már megszűnt Franciavágás vasútállomás kiszolgálására.
32,5 kilométer után gyakorlatilag egyszerre keresztezi az út a tatabányai vasút nyomvonalát és a következő település, Béb keleti határszélét. A 33+550-es kilométerszelvénye táján éri el Béb-Újtelep lakott területének keleti szélét, majd néhány lépéssel arrébb egy kereszteződéshez ér. Dél felől itt torkollik bele a Pápáról induló, Adásztevel, Nagytevel, Homokbödöge és Ugod lakott területén át idáig húzódó 8303-as út, észak felé pedig tulajdonképpen az előbbi folytatásaként indul a 83 123-as út Csót irányába. Béb belterületén az út egyébként az Esterházy utca, majd a Kossuth utca nevet viseli, és még bőven a 35. kilométere előtt ki is lép a falu lakott részei közül.
36,5 kilométer után ér az útjába eső utolsó település, Nagygyimót közigazgatási területére, e község belterületeivel azonban már nem is találkozik. Kevesebb, mint egy kilométer után véget is ér, beletorkollva a 832-es főútba, annak a 7+300-as kilométerszelvénye táján, alig száz méterre északkeletre a főút és a tatabányai vasútvonal keresztezésétől. Az út deltacsomópontban ér véget, amelynek ágai egy kőkeresztet határolnak körül, a keleti ág kétirányú, és mind a két irányban ki lehet fordulni a 832-esre, illetve a főútról is mindkét irányból le lehet térni a 8301-esre, míg a nyugati ág Zirc felé egyirányú, és a 832-esről is csak Pápa felől jövet lehet ráfordulni.
Teljes hossza, az országos közutak térképes nyilvántartását szolgáló kira.gov.hu adatbázisa szerint 37,255 kilométer.

## Települések az út mentén
- Zirc
- Zirc-Akli
- Pénzesgyőr
- Bakonybél
- (Ugod)
- (Bakonyszücs)
- Bakonykoppány
- Ugod-Franciavágás
- Béb
- Nagygyimót